# Іоло Моргануг
Едвард Вільямс (англ. Edward Williams), або Іоло Моргануг (валл. Iolo Morganwg, в сучасному написанні валл. Morgannwg ; вимовляється [ˈjolo morˈganug]), (1747–1826) — валлійський антиквар, поет, колекціонер і містифікатор. Його валлійське ім'я означає "Нед (Едвард) з Гламоргана".
Іоло Моргануг народився 10 березня 1747 року під Лланкарваном, графство Гламорган, невдовзі після його народження сім'я переїхала до села Трефлемін. Перш ніж звернутися до літератури, Едвард Вільямс працював муляром, але в 1773 він вирушив до Лондона. Там він познайомився з Оуайном Мівіром і вступив у товариство «Гвінедігіон». Пізніше він повернувся до Уельсу і оселився в Лландаві під Кардіффом.
Його пам'ятають головним чином як барда Іоло Моргануга, який створив (або відтворив) бардичні ритуали та філософію. Бардичного ремесла його навчив Джон Бредфорд з Тір-Іарл.
Іоло вперше заявив про себе в 1789 році, коли повернувся до Лондона і опублікував раніше невідомі вірші Давида ап Гвіліма, який зазвичай вважається найбільшим валлійським поетом. Насправді ці вірші були підробками, що, проте, було виявлено лише через понад сто років. Успіх змусив Вільямса переїхати до Лондона. Там він набув помітного становища у валлійській діаспорі і провів перше засідання горседа, своєрідного бардичного товариства, що отримало назву «Трон бардів Британії» (Gorsedd beirdd Ynys Prydain). Воно відбулося в 1792 році в Прімроуз-Хілл в Лондоні. Пізніше Іоло створив об'ємні роботи (більшість з яких сьогодні вважаються підробками), де «доводив», що древня друїдична традиція збереглася в Уельсі, незважаючи на римське завоювання, прихід християнства, переслідування бардів при Едуарді I та інші труднощі. У 1819 році «Трон бардів» став залучений до організації ейстедводів — традиційних бардівських фестивалів — і Іоло відвідав перший з таких ейстедводів у Коруені.
Філософія Іоло поєднувала християнські та артурівські мотиви, прото- романтичні погляди на кшталт тих, що були притаманні Вільяму Блейку та Джеймсу Макферсону. йому вдалося відродити ентузіазм антикварів стосовно кельтських матерій і тих елементів бардичної спадщини, які справді збереглися у валлійській поезії. Ще однією його метою було утвердження валлійського характеру Південного Уельсу і особливо його рідного Гламоргана (тоді вважалося, що в чистішому вигляді стародавні традиції зберігалися на півночі).
Іоло був автором багатьох текстів, які відіграли важливу роль у розвитку неодруїдизму ; серед них «Молитва друїда» (Gweddi'r Derwydd). У його метафізиці розвивалася ідея концентричних «кіл буття», від Аннуна, або Іншого світу, через Абред (Abred) і Кейгант (Ceugant) до Гвинвида (Gwynfyd, раю). Крім того, він написав "Таємницю поетів Британії " (Cyfrinach Beirdd Ynys Prydain), книгу про валлійську метрику (1829). Він також написав додатковий набір Тріад.
Син Іоло Талієсін також відігравав важливу роль у літературному житті наступного покоління.
На честь Іоло Моргануга названа валлійська школа в Каубріджі (Вейл-оф-Гламорган).